# Декреты о суде
Декреты о суде — нормативные акты органов советской власти (ВЦИК и СНК РСФСР), принятые в 1917—1918 годах и регламентировавшие деятельность судебных органов в первые годы после Октябрьской революции.

## История
Необходимость в принятии данных законодательных актов была обусловлена позицией большевиков, в частности, В. И. Ленина, направленной на решительный слом судебных учреждений, существовавших до Октябрьской революции. Ленин писал:
…безусловной обязанностью пролетарской революции было не реформировать судебные учреждения.., а совершенно уничтожить, смести до основания весь старый суд и его аппарат. Эту необходимую задачу Октябрьская революция выполнила, и выполнила успешно.

Аналогичной точки зрения придерживался и А. В. Луначарский:
Долой суды-мумии, алтари умершего права, долой судей-банкиров, готовых на свежей могиле безраздельного господства капитала продолжать пить кровь живых. Да здравствует народ, создающий в своих кипящих, бродящих, как молодое вино, судах, право новое — справедливость для всех, право великого братства и равенства трудящихся!
Другой причиной послужило то, что «на местах» сразу после революции (переворота) началось стихийное формирование новых судов, деятельность которых основывалась на местных обычаях или же на «революционном правосознании». Подобные структуры были созданы в Петрограде, Москве, Кронштадте, Новгороде, Череповце, Саратове, Смоленске, в Томской, Пензенской, Ярославской губерниях.
При этом продолжали действовать судебные органы, оставшиеся со времён Российской империи и Временного правительства, — судебная система во главе с Правительствующим сенатом.

Советская власть не хотела мириться с подобным «дуализмом», тем более, как вспоминал П. И. Стучка,
Все суды с Правительствующим сенатом во главе нашу революцию просто игнорировали. Если в феврале, на второй день революции, суды уже писали свои решения «по указу Временного правительства», то после Октябрьской революции они Рабоче-Крестьянское правительство и временно признавать не желали. В сотнях камер мировых судей и разных других судов провозглашались решения по указу свергнутого Временного правительства.
Все эти обстоятельства привели к тому, что создание новой судебной системы стало одной из первоочередных задач Советской власти.
В этот период было принято несколько декретов и иных документов, регламентирующих судоустройство в РСФСР, но наибольшую известность получили Декрет о суде, от 22 ноября (5 декабря) 1917 года, (стал именоваться декретом о суде № 1 в декрете о суде № 3), Декрет ВЦИК и СНК о суде № 2, от 15 февраля 1918 года, и Декрет о суде № 3, от 13 июля 1918 года.

## Декрет о суде № 1[5]
Первоначально проект декрета был разработан П. И. Стучкой и М. Ю. Козловским. На заседании СНК РСФСР 16 (29) ноября 1917 года было принято решение о создании комиссии для рассмотрения проекта декрета.
После этого этот декрет должен был рассматриваться СНК, однако, поскольку отдельные его положения вызывали возражения левых эсеров, большевики во главе с Лениным фактически не допустили полноценного рассмотрения декрета СНК, и декрет был принят совместно ВЦИК и СНК 22 ноября (5 декабря) 1917 года  и опубликован в «Правде» 23 ноября (6 декабря), в «Газете Временного Рабочего и Крестьянского правительства» — 24 ноября (7 декабря) 1917 года. Позднее датой официального опубликования стало считаться 24 ноября (7 декабря).
Декрет провозгласил упразднение всех существовавших в России до его принятия судебных учреждений

как то: окружные суды, судебные палаты и Правительствующий сенат со всеми департаментами, военные и морские суды всех наименований, а также коммерческие суды.

Течение всех процессуальных сроков приостанавливалось с 25 ноября (8 декабря) 1917 года до издания особого декрета об определении порядка движения всех не оконченных к этому числу дел.
Действие института мировых судей приостанавливалось до замены этих судей местными судами, избираемыми «на основании прямых демократических выборов, а до назначения таковых выборов временно — районными и волостными, а где таковых нет, уездными, городскими и губернскими Советами рабочих, солдатских и крестьянских депутатов».
Все гражданские дела, цена иска по которым не превышала 300 рублей, а также уголовные дела, наказание по которым не превышало двух лет лишения свободы (при цене гражданского иска не свыше 300 руб.), объявлялись подведомственными местным судам. При этом решения таких судов были окончательны и не подлежали пересмотру в апелляционном порядке.
Допускался кассационный пересмотр решений местных судов по взысканиям, превышающим 100 руб., и по лишению свободы на срок свыше 7 дней. Кассационной инстанцией провозглашались уездные (в Москве и Петрограде — столичные) съезды местных судей.
Подведомственность иных дел оставалась неопределённой до издания «особого декрета».
Институты судебного следствия, прокурорского надзора и адвокатуры также упразднялись. Производство предварительного следствия возлагалось на местных судей, а функции обвинителя и защитника могли исполнять «все не опороченные граждане обоего пола, пользующиеся гражданскими правами». При этом отмечается, что

Выступать по делу мог любой человек, присутствующий на суде, в том числе и заинтересованный в исходе дела и стремящийся намеренно выступить с целью неправильного обвинения невиновного или оправдания преступника… Поэтому последующие декреты о суде отказались от института общегражданского обвинения и общегражданской защиты.

Для разрешения споров гражданско-правового характера и уголовных дел частного обвинения предусматривалось создание третейских судов, порядок деятельности которых должен регулироваться специальным декретом.
«Для борьбы против контрреволюционных сил в видах принятия мер ограждения от них революции и её завоеваний, а равно для решения дел о борьбе с мародёрством и хищничеством, саботажем и прочими злоупотреблениями торговцев, промышленников, чиновников и прочих лиц…» учреждались революционные трибуналы в составе председателя и шести заседателей, избираемые губернскими или городскими Советами. Немногим позже деятельность трибуналов была урегулирована отдельной Инструкцией Наркомюста РСФСР. Для производства по делам, подсудным трибуналам, при соответствующих Советах организовывались следственные комиссии.
Декрет не до конца решил вопрос о том праве, которое должны применять вновь создаваемые суды. Устанавливалось лишь следующее:

Местные суды решают дела именем Российской Республики и руководятся в своих решениях и приговорах законами свергнутых правительств лишь постольку, поскольку таковые не отменены революцией и не противоречат революционной совести и революционному правосознанию.

При этом отменёнными признавались все ранее изданные законы, противоречащие декретам ВЦИК и СНК РСФСР, а также программам-минимум Российской социал-демократической рабочей партии и партии социалистов-революционеров.
Позже (1918 год) было установлено, что суды, признавая тот или иной закон отменённым, должны указать мотивы такой отмены.
Интересно заметить, что многим позднее, в 1934 году, И. В. Сталин в беседе с английским писателем Г. Дж. Уэллсом дал своеобразное теоретическое обоснование возможности применения старых законов на первом этапе революции, сказав:

Если же некоторые законы старого строя могут быть использованы в интересах борьбы за новый порядок, то следует использовать и старую законность.

Сразу после издания декрета начались меры по его претворению в жизнь.
Военно-революционный комитет (ВРК) Петрограда уже 25 ноября (8 декабря) 1917 года распорядился «закрыть Сенат, установить охрану и никого без пропуска ВРК внутрь не пропускать».
Несмотря на это, Сенат принял постановление об оценке Декрета № 1, в котором говорилось:

Сенат осведомился о намерении лиц, захвативших власть незадолго до созыва Учредительного собрания, которое должно являться истинным выражением директивной воли русского народа, посягнуть на самое существование Правительствующего сената, в течение слишком 200 лет стоящего на страже закона и порядка в России. Эти лица, решаясь упразднить Правительствующий сенат и все суды, подрывают сами основы государственного строя и лишают население последней его опоры — законной охраны его личных и имущественных прав. Преступные действия лиц, именующих себя народными комиссарами, в последние недели свидетельствуют, что они не останавливаются перед применением насилия над учреждениями и лицами, ставшими на страже русского государства. Прежде чем насилие коснется старшего из высших учреждений России и лишит Правительствующий сенат возможности возвысить свой голос в час величайшей опасности для родины, созванное на основе ст. 14 Учреждения сената общее собрание сената определяет, не признавая законной силы за распоряжениями каких бы то ни было самочинных организаций, неуклонно исполнять впредь до решения Учредительного собрания об образовании власти в стране возложенные на Сенат законом обязанности, доколе к этому представляется какая-либо возможность, о чём и дать знать всем подчинённым местам, и лицам.

О своём неприятии положений Декрета заявили также Московский окружной суд, Петроградская и Московская адвокатуры. Современники отмечали: «Во всей Москве не нашлось ни одного судьи, который стал бы продолжать работу после издания нового декрета о суде…».
В период с конца ноября по декабрь 1917 г. в Петрограде были упразднены, помимо Сената, также Петроградская судебная палата, Окружной суд со всеми департаментами и отделениями, прокурорский надзор, камеры судебных следователей, комиссия по обследованию деятельности бывшего Департамента полиции, чрезвычайная следственная комиссия и ряд других старых судебно-следственных органов.
Процесс ликвидации «старых» судебных учреждений и создания «новых» начался осуществляться и в иных местностях, на которые распространялась Советская власть. В частности, в Самаре «старые» суды были ликвидированы 2 (15) января 1918 года, в Екатеринбурге — 19 января (1 февраля), в Нижнем Новгороде —  15 (28) января. В целом, к середине 1918 г. суды, предусмотренные Декретом, были созданы почти повсеместно.
Сказанное, разумеется, не относится к территориям, на которые советская власть своё действие не распространяла. В этих местах существовали собственные судебные органы.
Так, в Северной области действовала система судов по административным делам, а также военно-полевые суды и военно-окружной суд Северной области.
На территориях Всевеликого Войска Донского существовал «Суд защиты Дона» с весьма широкими чрезвычайными полномочиями, а также «временные мировые суды» и система военно-полевых судов. Действовали также окружные суды, а 25 апреля 1919 года был создан Донской Правительствующий сенат, состоящий из четырёх департаментов: Гражданского кассационного, Уголовного кассационного, Первого и Второго.
В местностях, подконтрольных Временному Сибирскому правительству, воссоздавались судебные учреждения Императорской России. Были организованы мировые суды, окружные суды и судебные палаты. Роль высшей судебной инстанции первоначально играл т. н. «Сибирский высший суд» (организованный по образу Правительствующего сената, но с некоторыми особенностями), а 29 января 1919 года в Омске были открыты Временные присутствия Правительствующего сената. В том же январе 1919 г. вводится суд присяжных в Енисейской и Иркутской губерниях, а также в Амурской, Забайкальской, Приморской, Сахалинской и Якутской областях.

## Декрет о суде № 2
Принятию Декрета о суде № 2, как и в случае с Декретом № 1, предшествовала политическая борьба между большевиками и левыми эсерами (в лице, в частности, И. Н. Штейнберга, занимавшего пост наркома юстиции РСФСР в то время и непосредственно руководившего подготовкой текста декрета), касающаяся принципов деятельности органов судебной власти в РСФСР (эсеры выступали за менее радикальные меры в области данной реформы).
15 февраля 1918 года проект документа передаётся на утверждение Президиума ВЦИК, 20 февраля — утверждён и 22 февраля опубликован. Однако датой официального опубликования считается 7 марта.
Декретом были созданы окружные народные суды в качестве судов первой инстанции для гражданских и уголовных дел, не отнесённых к подведомственности местных судов по Декрету № 1. При этом специально оговаривалось, что дела из брачно-семейных правоотношений (в том числе, связанные с актами гражданского состояния), а также «вообще дела, оценке не подлежащие» подсудны по первой инстанции местным судам, а дела о конкурсах на сумму свыше 3000 руб. — окружным судам.
Окружные суды избирались местными Советами по территориям, соответствующим территориям прежних, существовавших до Октябрьской революции, судебных округов (при этом местные Советы по своему соглашению имели право увеличить или уменьшить такую территорию). Члены суда избирались также местными Советами с правом последующего отзыва.
В окружных судах вводился принцип исключительно коллегиального рассмотрения дел. Гражданские дела рассматривались в составе трёх постоянных членов (судей) и четырёх народных заседателей. Уголовные — в составе одного председательствующего-судьи и двенадцати очередных заседателей и двух запасных.
Общие списки народных заседателей составлялись губернскими и городскими Советами на основании кандидатур, представленных районными и волостными Советами, а очередные списки заседателей к каждой сессии окружного суда формировались исполкомами Советов путём жеребьёвки.
Апелляционный порядок рассмотрения дел окончательно отменялся. Допускалась возможность кассационного обжалования решений и приговоров окружных судов, для чего в качестве кассационной инстанции вводился институт областных народных судов.
Областные суды должны были избираться «из своей среды» на общих собраниях постоянных членов окружных судов, при этом лица, избранные членами областных судов, могли быть отозваны как избравшими их собраниями, так и соответствующими Советами.
Областные суды уполномочивались отменить обжалуемое решение как по формальным соображениям, так и в случае его несправедливости.
Судам кассационной инстанции также принадлежало право помилования и смягчения наказаний.
Для обеспечения единообразия кассационной практики в Петрограде предполагалось создание Верховного судебного контроля, члены которого должны были избираться из числа судей областных судов сроком не более чем на один год (с правами отзыва и переизбрания). Планировалось, что Верховный судебный контроль будет выносить обязательные для нижестоящих кассационных судов «объединяющие принципиальные решения» по вопросам толкования законов. При этом в случаях «обнаружения неустранимого противоречия между действующим законом и народным правосознанием» Верховный судебный контроль мог сделать представление в соответствующий законодательный орган о принятии нового закона. Отменять решения Верховного судебного контроля мог только законодательный орган Советской власти, которым на тот момент был ВЦИК.
В судах всех инстанций допускалось «судоговорение на всех местных языках» по решению самого суда совместно с местным Советом.
При рассмотрении гражданских дел в случаях, требующих специальных познаний, допускалось по усмотрению суда приглашение в судебное заседание «сведущих лиц» с правом совещательного голоса.
Формальные ограничения по относимости и допустимости доказательств отменялись. Вопрос о принятии или непринятии конкретного доказательства отдавался целиком на усмотрение суда. Свидетели перед дачей показаний предупреждались об ответственности за дачу ложных показаний, при этом институт судебной присяги отменялся. Упразднялась также тайна купеческих книг «и прочих книг».
Запрещались судебные споры между казёнными учреждениями.
Несовершеннолетние в возрасте до 17 лет не могли быть привлечены к суду и подвергнуты тюремному заключению. Для рассмотрения дел о правонарушениях, совершённых такими лицами, учреждались «комиссии о несовершеннолетних» в составе представителей ведомств юстиции, народного просвещения и общественного призрения.
Вводился институт судебной пошлины по гражданским делам.
Предварительное следствие по уголовным делам, «превышающим подсудность местного суда», осуществлялось следственными комиссиями из 3 человек, избираемых Советами. На определения следственных комиссий могла быть подана жалоба в окружной суд.
Обвинительный акт заменялся постановлением следственной комиссии о предании суду, при этом окружной суд, в случае признания такого постановления «недостаточным», был вправе возвратить дело в следственную комиссию.
При Советах учреждались «коллегии правозаступников», избираемые этими Советами с правом последующего отзыва. На членов коллегий правозаступников возлагались функции как общественного обвинения, так и общественной защиты. Только членам коллегий правозаступников предоставлялось право «выступать в судах за плату». Помимо членов коллегии, в судебном заседании на стороне обвинения или защиты могли выступить по одному человеку из присутствующих в заседании. Таким образом, с принципом Декрета № 1 о неограниченном участии любых лиц в обвинении или защите было покончено.
На основании Декрета о суде № 2 Советы депутатов трудящихся издавали «Положение о коллегии правозаступников». Плата за осуществление защиты определялась свободным соглашением с клиентом. В состав правозаступников вошло много дореволюционных адвокатов, часть из которых была настроена контрреволюционно. Это приводило к «злоупотреблениям»...
Организация коллегий правозаступников на местах шла с большим трудом, так как представители уничтоженной адвокатуры всячески саботировали создание новых коллегий.

Кое-где бывшие присяжные поверенные пытались создать, в противовес новым коллегиям, свои адвокатские объединения, но новая власть на местах жестоко расправлялась с ними.
Обжалование оправдательных приговоров и решений, смягчающих наказание или освобождающих от такового, не допускалось. При этом осуждённый мог просить местный суд об условном или досрочном освобождении, а также о помиловании или о восстановлении в правах.
Срок кассационного обжалования как по гражданским, так и по уголовным делам устанавливался в один месяц.
Декрет № 2 допускал применение судами дореволюционных законов, но

лишь постольку, поскольку таковые не отменены декретами Центрального Исполнительного Комитета и Совета Народных Комиссаров и не противоречат социалистическому правосознанию.

Кроме того, в ст. 8 Декрета прямо подчёркивалось, что в судопроизводстве суды руководствуются Судебными уставами 1864 года (с оговоркой «поскольку таковые не отменены декретами… и не противоречат правосознанию трудящихся классов»).
На практике местные суды применяли дореволюционные законы редко, руководствуясь преимущественно «революционным правосознанием»; окружные суды, рассматривавшие более сложные дела и укомплектованные во многом «старыми кадрами», применяли дореволюционные нормы значительно чаще. Интересно отметить, что в единичных случаях дореволюционными законами в сфере уголовного права руководствовались даже революционные трибуналы: например, в марте 1918 г. решением революционного трибунала Ранненбурга (Рязанская губерния) был препровождён в тюрьму гр. Е., обвинённый по ст. 1755 Уложения о наказаниях.
Что касается «революционного правосознания», то, с точки зрения советских доктрин 1920-х гг. (испытавших влияние психологической школы права), под ним понималась некая «правовая идея», формирующаяся под влиянием социально-психологических факторов.

По мнению сторонников данной теории, только в таком состоянии и могло существовать живое право. Будучи формализованным и заключённым в строгие формы, догмы и нормы, право теряет свой пафос, жизненную силу и умирает. Только спонтанный энтузиазм, волевой (часто неосознанный) порыв и интуитивное чувство справедливости подпитывают жизненную силу права…
В условиях ломки старой правовой системы главным источником становилось «революционное правосознание», позволявшее судьям обходиться без набора писаных источников права. Несомненная гибкость такой системы правоприменения и правотолкования граничила с полным юридическим нигилизмом.

На деле в качестве источников «революционного правосознания» выступали или местные обычаи, или представления конкретного судьи о «революционной целесообразности». В отдельных случаях судьям в своих решениях и приговорах рекомендовали прямо ссылаться на труды В. И. Ленина и К. Маркса как «несомненные источники права и справедливости».

## Декрет о суде № 3
Был принят СНК РСФСР 13 июля 1918 года и опубликован 20 июля.
Изданию данного декрета предшествовало, во-первых, подавление большевиками восстания левых эсеров в начале июля 1918, приведшее к исключению представителей этой партии из Советов всех уровней на основании Постановления V Всероссийского съезда Советов от 9 июля 1918 г. «По докладу тов. Троцкого об убийстве Мирбаха и о вооруженном восстании левых эсеров» и фактическому запрету этой партии. Это означало, что необходимость согласовывать положения Декрета с эсерами отпала, а потому он не носил уже компромиссного характера, в отличие от двух предшествующих декретов. Во-вторых, в июле 1918 г. состоялся II Всероссийский съезд губернских и областных комиссаров юстиции, обсудивший уже наработанную судебную практику; решения этого съезда легли в основу декрета.
Декрет разграничил подведомственность дел между местными народными судами, окружными судами и революционными трибуналами.
Все уголовные дела (за исключением дел о посягательствах на человеческую жизнь, изнасиловании, разбое и бандитизме, подделке денежных знаков, взяточничестве и спекуляции) были отнесены к подведомственности местных судов. При этом дела о взяточничестве и спекуляции одновременно изымались из ведения трибуналов.
Местные суды могли налагать наказание в виде лишения свободы на срок до 5 лет, «руководствуясь декретами Рабочего и Крестьянского Правительства и социалистической совестью».
Гражданские дела при цене иска до 10 тыс. руб. также были подведомственны местным судам.
Допускалась кассация решений и приговоров местных судов, «по коим присуждено взыскание свыше 500 рублей или лишение свободы свыше 7 дней»; кассационной инстанцией объявлялись Советы местных судей.
Рассмотрение гражданских дел в окружных судах должно было осуществляться в составе одного судьи и четырёх заседателей.
Вместо Высшего судебного контроля, предусмотренного Декретом № 2, планировалось образовать Кассационный суд в Москве как кассационную инстанцию в отношении окружных судов. Формирование этого суда должно было осуществляться ВЦИК.
Декрет не ответил окончательно на вопрос о допустимости применения судами РСФСР норм дореволюционного законодательства (иногда считается и даже утверждается в БСЭ, что данным Декретом был введён запрет на применение подобных норм). Из этого можно заключить, что и после издания Декрета № 3 формально допускалась возможность такого применения в порядке, определённом Декретом № 2. Окончательный запрет на применение судами «старых» норм последовал только 30 ноября 1918 г., когда ВЦИК было утверждено Положение о народном суде, в примечании к ст. 22 которого прямо содержался запрет на ссылки в решениях и приговорах на «законы свергнутых правительств».
Именно до этого времени суды могли использовать нормы дореволюционного гражданского, уголовного, процессуального права, хотя декреты Советской власти существенно ограничивали их применение, особенно гражданского и процессуального права.